# محله الفاصل
الفاصل (به عربی: حي الفضل) یکی از محله‌های شهر بغداد می‌باشد.